# Frédéric Berr
Pour les articles homonymes, voir Berr.
Frédéric Berr, également appelé Friedrich Berr, né le 17 avril 1794 à Mannheim et mort le 24 septembre 1838 à Paris, est un bassoniste, clarinettiste, compositeur et pédagogue allemand ayant fait toute sa carrière en France.

## Biographie
Frédéric Berr, de son nom de naissance Friedrich Beer, est le fils de Jacob Beer, musicien du célèbre orchestre de Mannheim. Il étudie très tôt la musique avec son père et s'engage comme bassoniste dans une musique militaire française. En garnison à Douai il prend des cours de composition avec François-Joseph Fétis, puis à Paris avec Anton Reicha. Délaissant le basson, il étudie la clarinette et devient un virtuose réputé de l'instrument. Pour éviter toute confusion avec le célèbre clarinettiste Johann Joseph Beer, Friedrich Beer change son nom en Frédéric Berr. En 1823 il devient clarinettiste à l'orchestre du Théâtre-Italien de Paris. Il se lie d'amitié avec Rossini ; c'est d'ailleurs lui qui arrangera les Sonates pour cordes de Rossini en Quatuors à vent en 1828, pièces régulièrement à l'affiche des concerts de musique de chambre aujourd'hui encore. En 1831 il est nommé professeur de clarinette au Conservatoire de Paris, où il imposera l'usage allemand de l'anche en dessous. Il devient également première clarinette solo de la Musique du roi en 1832 et est fait chevalier dans l'ordre de la légion d'honneur en 1835. En 1836 il est nommé directeur du Gymnase musical militaire lors de sa création.
Comme compositeur, on lui doit de très nombreuses pièces pour clarinette, pour harmonie militaire, des fantaisies et solos pour basson ainsi que plusieurs arrangements d'opéras pour ensemble à vent. Son corpus pédagogique pour instruments à vent est aussi conséquent.

## Œuvre pédagogique
- Traité complet de la clarinette à 14 clefs, Paris, E. Duverger, 1836
- Méthode complète de clarinette, Paris, Meissonnier, 1836
- Etudes progressives pour la clarinette en deux livres, Paris, Meissonnier
- Méthode complète de basson, Paris, Meissonnier
- Méthode complète d'ophicléide, avec Victor Caussinus, Paris, Meissonnier
- Méthode complète de trombone

## Sources bibliographiques
- François-Joseph Fétis, Biographie universelle des musiciens et bibliographie générale de la musique, tome 1, Paris, Firmin-Didot, 1866, p. 379-380.
- François-Joseph Fétis et Arthur Pougin, Biographie universelle des musiciens et bibliographie générale de la musique : Supplément et complément, tome 1, Paris, Firmin-Didot, 1878, p. 79-80.
- Constant Pierre, Le Conservatoire national de musique et de déclamation, documents historiques et administratifs recueillis ou reconstitués par C. Pierre, Imprimerie nationale, Paris, 1900, p. 760.